# Výstaviště Praha
Výstaviště Praha, denumit și centrul expozițional Holešovice (între 1953 și 1990 Parcul de cultură și recreere Julius Fučík),) este o zonă expozițională în sectorul Praga 7 în Bubeneč, lângă cartierul Holešovice⁠(d).

## Descriere și utilizare

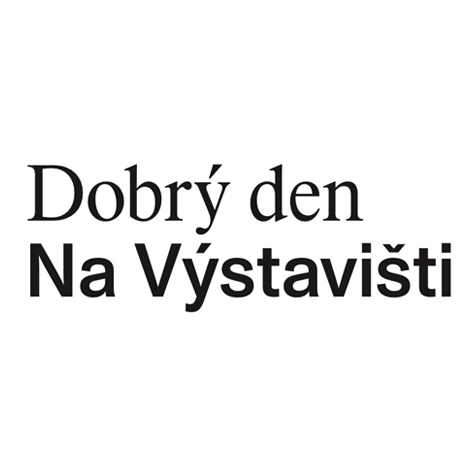
Unul dintre logo-urile companiei din noua identitate vizuală din 2020. Autori ai intregii identitati vizuale: Tereza Hejmov, Štěpán Malovec, Martin Odehnal

Clădirea dominantă a zonei este Palatul Industrial, mai departe aici, printre altele, se găsesc Lapidarul Muzeului Național, Galeria Modernă a Academiei de Arte Frumoase, Pavilioanele Křižík, Fântâna cu Lumini Křižík, Panorama lui Marold a Bătăliei de la Lipan, mică sală de sport, piscină sau acvariu Sea World. Partea de nord a complexului constă dintr-un parc mare cu un bistro modern, o tiroliană pentru copii, un loc de joacă pentru fitness și antrenament, o groapă cu nisip imensă, un loc de joacă mare de tip parkour, un loc de joacă pentru sporturi cu role (așa-numitul skate plaza) sau poate un parc de biciclete pentru copii.
Zona este folosită pentru organizarea de diverse evenimente, expoziții, concerte și alte evenimente culturale și sociale. Din 2008, centrul expozițional avea o suprafață de 36 de hectare. Chiriașul pe termen lung a fost Incheba Praha până la sfârșitul anului 2014 (închirierea trebuia inițial să fie valabilă până în 2016). De la 1 ianuarie 2015, situl este administrat de societatea pe acțiuni Výstaviště Praha, a.s., fosta Rozvojové projekty Praha, al cărei proprietar sută la sută este primăria Praga. Výstaviště Praha a.s. efectuează în prezent o renovare capitală și o transformare a zonei din punct de vedere estetic, programare și economic. Scopul este de a repara Centrul Expozițional într-o zonă modernă multifuncțională, cu o gamă bogată de activități de agrement.

## Locație

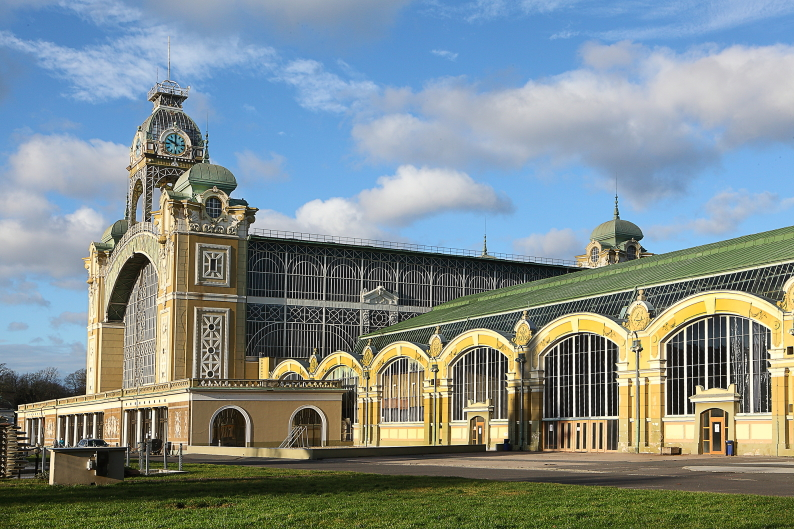
Clădirea Palatului Industrial

Zona expozițională este situată lângă gara Holešovice pe linia C de metrou. Zona a fost creată în partea de est a Kralovska obora, restul căruia, Parcul Stromovka, este adiacent Centrului Expozițional pe partea de vest. Planetariul Praga este situat în vecinătatea centrului expozițional din Stromovka. Pe partea de est, centrul expozițional este conectat la arena Tipsport, sala de acasă a clubului HC Sparta Praga.

## Istorie și expoziții

### Expoziția națională jubiliară din 1891
Centrul expozițional a fost creat prin împărțirea părții de est a zona originală a parcului Královská obora cu ocazia Expoziției Naționale Jubilare, organizată în 1891, pentru comemorarea a 100 de ani de la prima expoziție industrială din 1791. A devenit o vitrină a maturității culturale și economice a națiunii cehe. Aproximativ 2,5 milioane de oameni au vizitat centrul expozițional în timpul evenimentului său (din 15 mai până în 18 octombrie). Palatul Art Nouveau, deschis pe 15 martie 1891 și construit după proiectul arhitecților Bedřich Münzberger și Antonín Wiehl, a devenit centrul Locului de Expoziții. Toate clădirile expoziționale au fost construite într-un timp record de un an. Vizitatorii au avut ocazia să cunoască aspectele industriale, agricole, forestiere, dar și sociale și culturale ale vieții din Boemia. În fața intrării în Palatul Industrial stătea o statuie a lui George de Poděbrady făcută de Bohuslav Schnirch, cu care orașul Poděbrady se mândrește astăzi. O atracție căutată a fost arena cu baloane, unde au avut loc atât zborurile de vizitare a baloanelor legate, cât și cele gratuite.
Datorită participării lui František Křižík⁠(d) la expoziție, nu a existat nicio îndoială cu privire la iluminatul electric. Křižík a folosit arcuri din propria sa construcție – a instalat un total de 226 dintre ele. Cu toate acestea, nu s-a concentrat doar pe iluminat, a instalat un reflector gigant pe turnul Palatului Industrial și a construit, de asemenea, o fântână de lumină. A devenit un fel de simbol al expoziției. Oamenii au aranjat întâlniri aici, iar la primele ore ale serii, nimeni nu a vrut să rateze această atracție. Cu toate acestea, are foarte puține în comun cu forma de astăzi. Apa pulveriza înălțimea de câteva zeci de metri, iar strălucirea surselor de lumină se vedea până în Orașul Vechi. Schimbarea culorii apei care țâșneau a fost realizată prin pahare colorate diferite, așezate deasupra arcadelor și înlocuite de toiag la intervale regulate.

### Expoziția etnografică cehoslovacă din 1895

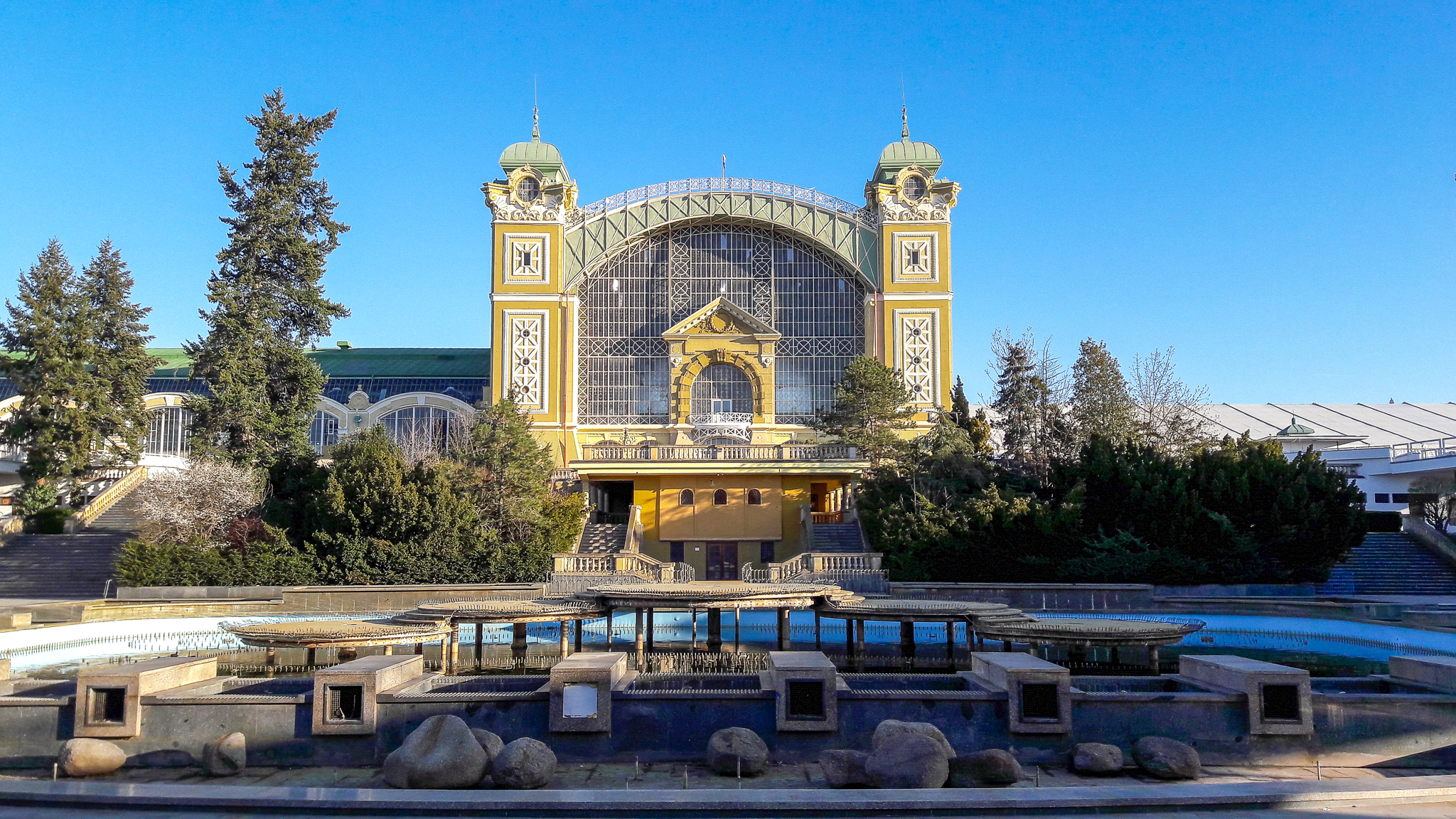
Fântâna de lumină a lui K unti și clădirea Palatul Industrial

Dar sfârșitul primei expoziții nu a pus capăt erei Centrului Expozițional, dimpotrivă. La sfârșitul secolului al XIX-lea a venit ideea organizării unei expoziții etnografice, ca o oportunitate de a prezenta cultura populară a națiunii cehe în întregime. Exponatele colectate urmau să devină baza muzeului etnografic. Principalul programator al expoziției a fost directorul Teatrului Național, F.A. Šubert. Expoziția a avut loc între 16 mai și 31 octombrie 1895 și a fost precedată de trei ani de lucrări pregătitoare. Au fost reprezentate toate țările în care a trăit poporul „cehoslav”: Boemia, Moravia, Silezia, Austria Inferioară, Ungaria și Statele Unite ale Americii. Principala atracție a fost un sat cu replici ale clădirilor populare. În Palatul Folclorului (Industriei) a avut loc o expoziție de manechine în costume populare. În cadrul expoziției au fost organizate și numeroase evenimente însoțitoare, precum concursuri, jocuri pentru copii sau a III-a ediție a evenimentului Všesokolský slet. Cu ocazia vernisajului expoziției, aeronauții František Hůlka și Ferdinand Wandas au decolat cu balonul lor „Ressel”, cu care au efectuat apoi alte 34 de zboruri.

### Expoziția de arhitectură și inginerie din 1898

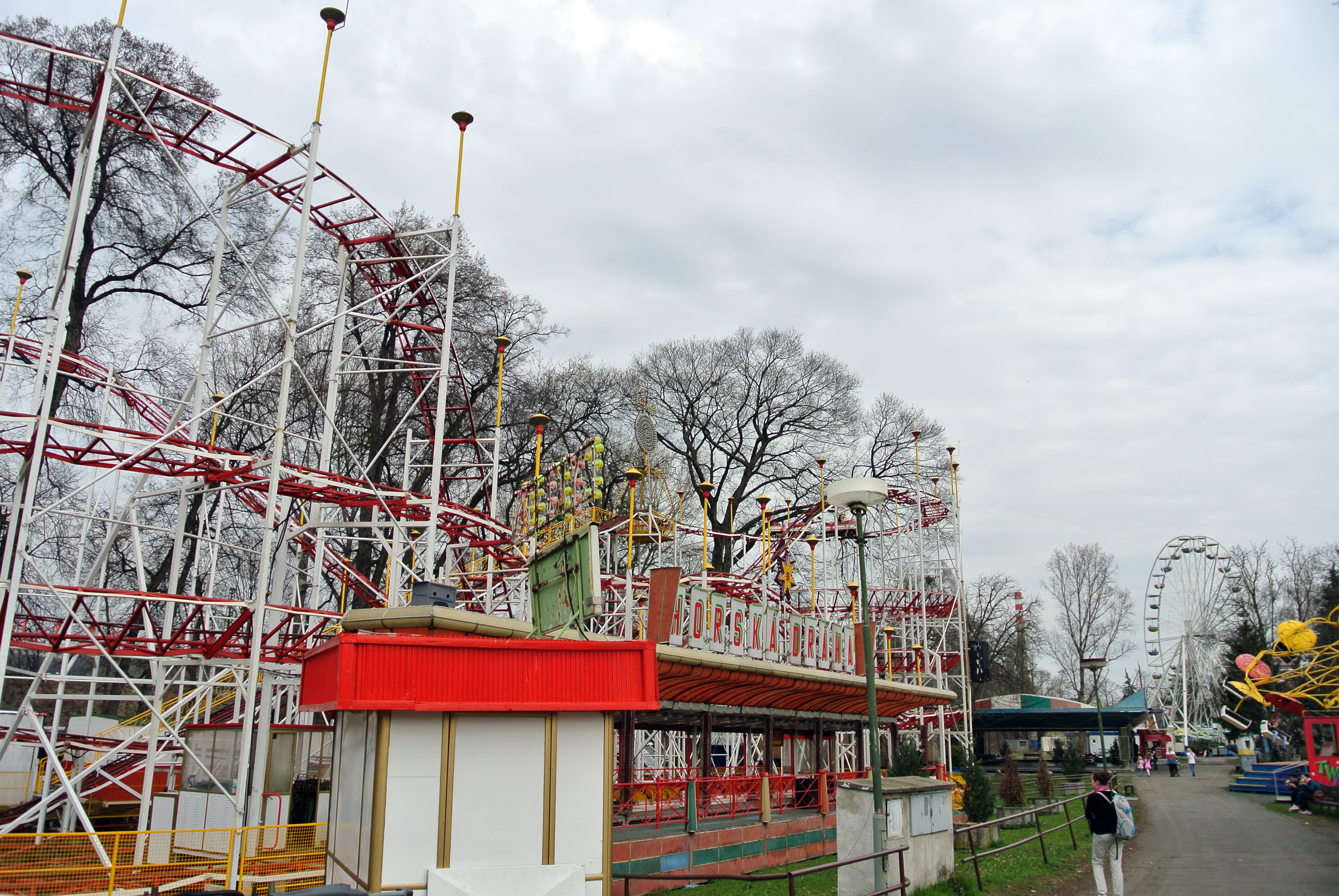
Rollercoasterul Cyklon, care a fost amplasat în zona de târguri între 1974 și 2018

Numele complet al expoziției din 1898 a fost „Expoziția de arhitectură și inginerie legată de o expoziție de motoare și mașini auxiliare pentru meseriași și cu o expoziție profesională a tinichigiilor din ținuturile coroanei cehe”. S-a desfășurat între 15 iunie și 17 octombrie 1898, iar dintre cele trei expoziții din anii 1890, a fost relativ cea mai puțin reușită - a fost „doar” frecventată de puțin peste jumătate de milion de vizitatori. Clădirilor din expozițiile anterioare a fost adăugat un pavilion de lemn pentru panorama lui Marold a Bătăliei de la Lipan. A fost proiectat de Jiří Justich, care a fost și autorul cărților poștale pictate din expoziție. O curiozitate a expoziției a fost Crâșma la proști în stil art nouveau, construit după proiectul lui Jan Koula⁠(d), care ar fi trebuit să fie o parodie a art nouveauului vienez. Pubul a devenit foarte popular printre artiști. Cinematograful Český cinematograf a proiectat primele filme cehe ale lui Jan Kříženecký și Josef Pokorný.

### Expoziția jubiliară a Camerei de Comerț și Industrie din 1908

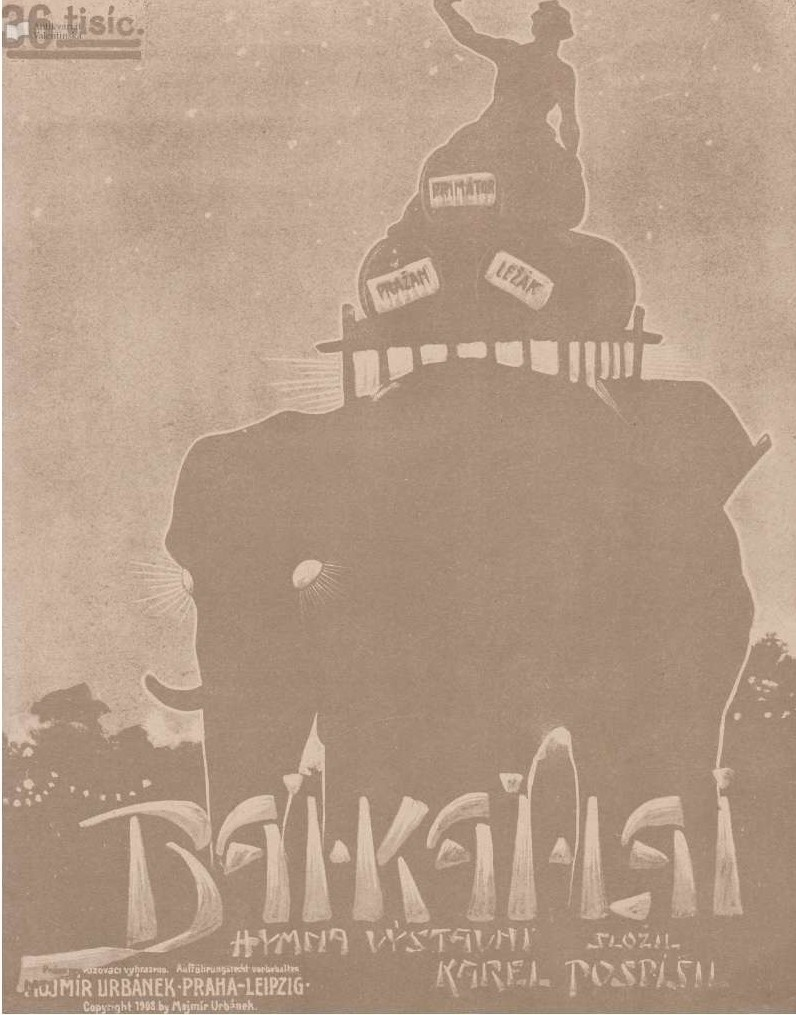
Marșul lui Bai Kai Lai (copertă din 1908)

Expoziția a avut loc între 14 mai și 18 octombrie 1908 pentru a sărbători cea de-a 60-a aniversare a domniei împăratului Francisc Iosif I și a avut scopul de a prezenta progresul economic în zona Camerei de Comerț și Industrie din Praga (OŽK), au participat atât expozanți cehi cât și germani. Arhitectul principal a fost Rudolf Kříženecký⁠(d). Printre clădirile importante se numără pavilionul magazinului lui Jan Kotěra, decorat cu sculpturi de Jan Štursa⁠(d). Kotěra a proiectat și pavilionul de educație industrială. Fostul pavilion al expoziției retrospective din 1891 a fost reconstruit în stil neobaroc pentru pavilionul orașului Praga (Lapidárium de astăzi), iar Atelierul de mașini a fost nou expus.
Restaurantul lui Navrátil U slona, o clădire în formă de elefant mare, a fost curios camera de han in cocă, care poartă o reclamă a Primei fabrici de bere municipală din Praga. Promovarea fabricii de bere a inclus și înregistrarea berii promoționale „Bai-kai-lai” și o nouă melodie cu același nume în ritm de marș cu cu melodia lui Karel Pospíšil la textul lui Jiří Chocholouš, a cărui familiaritate a continuat până astăzi și a fost selectat pentru sondajul Hit of the Century în 1908. După încheierea expoziției, restaurantul a fost mutat la Sedlce, unde a continuat să deservească lângă linia de cale ferată. 
În revista Zlatá Praha din acel an, se poate citi: „ Munca liniștită, dar zeloasă și neobosită, care datează de aproximativ un an și jumătate a obținut rezultate reușite: suntem deja în fața deschiderii în curând a porților unui nou spectaculos. expoziție, care prin aspectul și aspectul său, conținutul ei bogat, cu măreția și semnificația sa depășește cu mult granițele patriei noastre, va depăși toate expozițiile anterioare din Praga și care - așa cum a fost deja stabilit - va fi mai mare decât toate expozițiile desfășurate până acum în Austria, în afară de singura expoziție mondială din Viena din 1873”.
Expoziția a fost vizitată de aproximativ două milioane și jumătate de oameni.

### Târguri de gustări din Praga

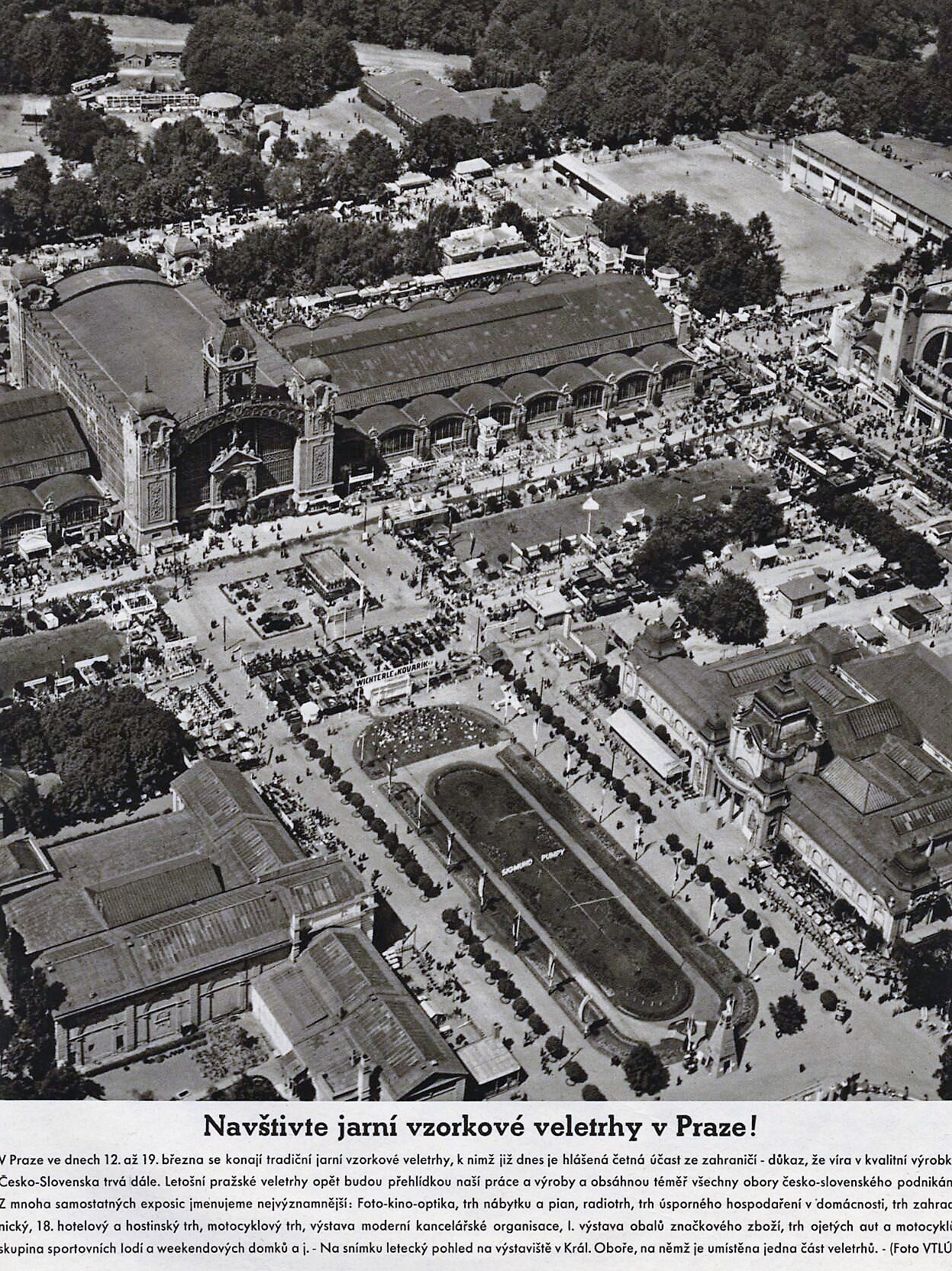
Vedere aeriană a spațiului expozițional (PVV 1939)

În 1920, la inițiativa lui Václav Boháč au fost înființate Târgurile de gustari din Praga, ai cărui organizatori și-au propus ca obiectiv organizarea de activități expoziționale și târguri și promovarea produselor cehoslovace. Primul târg a avut loc în septembrie 1920. Următoarele au avut loc anual în primăvara și toamna până în 1941 și din nou între 1946 și 1951. Târgurile au atras nu numai comercianți din întreaga lume, ci și sute de mii de vizitatori din Praga și din întreaga țară. Acestea au fost folosite în principal pentru a stabili contacte de afaceri și au fost organizate și expoziții mai mici, specializate de tipuri individuale de mărfuri, ca parte a acestora.

### Expoziții economice
În fiecare an, în luna mai, Societatea Economică Centrală a organizat expoziții economice la Centrul Expozițional. Expozițiile au reprezentat cea mai mare piață de mașini agricole, cele mai bune vite domestice de pe piață și animale de fermă. După 1945, Expozițiile Economice nu au mai fost reînnoite.

### Showroom-uri de motociclete
În holul Palatului Industrial a avut loc în perioada 23-25 aprilie 1905 I-a Expoziție Internațională de Automobile, Motociclete și Biciclete. Pe lângă producătorii autohtoni de motociclete Laurin &amp; Klement, Josef Walter și alții, au fost expuse mașini Benz, Clément-Bayard, Mercedes și Spitz. În decursul anilor următori au fost prezenți producătorii de automobile Fiat, Delahaye, iar cercul expozanților a continuat să se extindă. Primul salon auto postbelic a avut loc în 1947, apoi tradiția a fost întreruptă timp de patruzeci și trei de ani - până în 1991.

### Oficiu poștal la Centrul Expozițional
În 1937, Poșta Cehoslovacă a pus în funcțiune o nouă instalație - autoposte. Sâmbătă, 16 octombrie 1937, la Centrul Expozițional a fost prezentată prima mașină ade posta Škoda. Și pentru că s-a dovedit, poșta a comandat și un al doilea și a fost dat în folosință în mai 1938 la Expoziția Economică.

### Spectacole aeriene
În 1920, în Palatul Industrial a avut loc Prima Expoziție Aeriană Internațională, sub patronajul președintelui Tomas Masaryk, care a patronat și expozițiile ulterioare. Au fost expuse un total de 16 avioane. La următoarea expoziție au expus și companii străine, care au prezentat 40 de avioane, motoare și accesorii. În 1927, a IV-a. spectacol aerian internațional, dar tradiția a fost întreruptă atunci de criza economică și după cel de-al Doilea Război Mondial spectacolele aeriene nu au mai putut fi restabilite.

### Expoziția Internațională de stingere a incendiilor-Samaritean din 1928
Expoziția Internațională de Luptă împotriva incendiilor, Siguranță și Samaritanism a avut loc la Centrul Expozițional în perioada 29 iunie - 8 iulie 1928, în cadrul convenției Corpului de pompieri slav. Președintele de atunci TG Masaryk a vizitat și expoziția. La exerciții individuale au participat și 2.000 de pompieri.

### Expoziția agricolă slavă
Expoziția a avut loc 2 mai și 10 Iulie 1948 și se încadrează în cadrul celor 100 de sărbători. aniversare anul revoluționar 1848 și abolirea iobăgiei. Se deosebea de expozițiile economice prin faptul că sarcina sa principală era de a promova un nou Democratic al poporului agricultură și cooperative. Caracterul arhitectural unic a fost imprimat pe expoziție de către arhitect. Ji Kroha, care, din păcate, a demolat poarta istorică a expoziției Antonin Wiehl 1891.

### Pavilionul Bruxelles
Acesta a fost mutat la motivele de expoziție de astăzi Pavilionul Cehoslovaciei pentru Expoziția Mondială de la Bruxelles (fără un restaurant situat în vară), astăzi rămân doar fundațiile. În 1958, a fost proiectat de arhitecți Franti Cubr, Josef Hrub a Zdeněk Pokorný ca o structură de oțel cu o carcasă din aluminiu. El a câștigat o medalie de aur la expoziție și, prin urmare, a fost păstrat și mutat în terenul expozițional, în Parcul de cultură și recreere de atunci al lui Julius Fu unktokk. Pavilionul Bruxelles a servit diverse expoziții până în 1991, când a ars. Această clădire nu a fost niciodată restaurată.

### Expoziția generală cehoslovacă
Între 15 mai și 28 Octombrie 1991 expoziția generală cehoslovacă a avut loc la Centrul Expozițional din Praga, urmând Expoziție jubiliară de pământ la Praga 1891. În legătură cu aceasta, zonele acoperite ale terenurilor expoziționale au fost lărgite și unele obiecte precum Spirala Teatrului sau fântâna crucifixului. Evenimentul, care trebuia să evidențieze tradiția industriei Cehe, a fost vizitat de aproximativ 2,6 milioane de oameni.

### Renovare (2018 – prezent)
Din 2018 întreaga zonă a centrului expozițional este în curs de renovare majoră. Au fost revitalizate zonele exterioare din partea inferioară a complexului, care au inclus refacerea zonelor înierbate și a peste 2 km de poteci, construirea unui pavilion gastronomic, locuri de joacă și elemente de joc – un perete de bouldering, un parcurs de frânghie pentru copii, o groapă cu nisip., o zonă de fitness sau cel mai mare curs de parkour din țară. Zona a fost conectată și cu parcul adiacent Stromovka. În 2019, aici au fost investite 130 de milioane de coroane, în primele patru luni ale anului 2020 un total de 11 milioane. 
Din 2020 Výstaviště Praha are o nouă identitate vizuală modernă de la trio-ul de designeri Tereza Hejmová, Štěpán Malovec, Martin Odehnal, care a câștigat competiția organizată pentru Výstaviště de compania Czechdesign. 
În prezent, reconstrucția fostului restaurant Boemia, reconstrucția pavilioanelor Křižík sau a teatrului Spirála este în curs de desfășurare, iar renovarea zonelor exterioare continuă.

## Incendii
- La 25 octombrie 1991, Pavilionul de la Bruxelles a ars complet la zona expozițională, cauza căreia a fost aparent neatenția în utilizarea unui aparat electric.
- Pe 12 noiembrie 2005, în zona centrului expozițional a ars și teatrul Globe, circular din lemn, era o replică a vechiului teatru elisabetan Globe, construit în 1999, incendiul l-a distrus complet.
- Pe 16 octombrie 2008, un mare incendiu a cuprins aripa stângă a Palatului Industrial principal, care i-a distrus complet aripa stângă. Potrivit investigațiilor ulterioare, incendiul a fost cauzat de manipularea necorespunzătoare a unui aragaz electric în cadrul uneia dintre expozițiile locale.

## Propunere de redenumire
În august 2018, Pavel Sehnal, președintele Alianței Civice Democrate (ODA) și proprietarul SPGroup (care deține, printre altele, centrul expozițional din Letňany, compania de asigurări Slavia și parcul acvatic din Čestlice) a propus ca zona să fie redenumit Park Miloš Forman după regizorul, care a murit în aprilie 2018. Propunerea include, de asemenea, planuri de schimbare a focalizării zonei, care ar trebui să devină un loc cultural și relaxant și, de exemplu, pavilioane pentru un festival de film și teatru de vară, adică Pavilionul Miloš Forman sau o scenă de vară pentru un festival de film și teatru., ar fi creat aici. Potrivit lui Sehnal, descendenții lui Miloš Forman, gemenii Petr și Matěj, au susținut această idee. Potrivit acestuia, o parte a teritoriului ar trebui să fie folosită în continuare pentru atracții de divertisment. 